# Beur
Pour les articles ayant des titres homophones, voir Beurre et Beure.

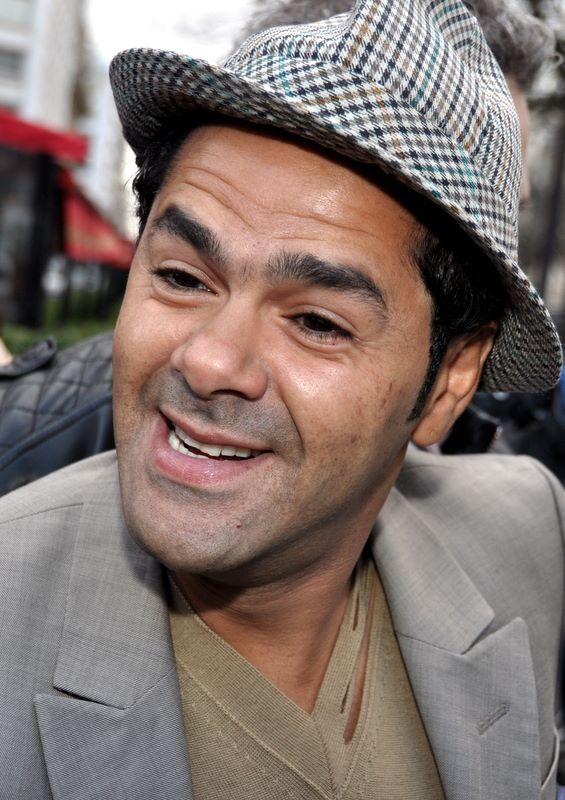
L'humoriste Jamel Debbouze, d’origine marocaine, en 2013.

« Beur » (féminin « beure » ou « beurette », en verlan rebeu) est un néologisme qui désigne initialement les personnes d'origine arabe nées sur le territoire français et dont les parents (sur les dernières générations) sont immigrés d'un pays du Maghreb ou plus généralement d'un pays arabe.
Le terme de jeune d’origine arabe peut également être employé encore qu'il se réfère davantage à un jeune dont le père ou l'un des parents est né dans un pays arabe (au sens large) sans que celui-ci soit né français, ce qui peut vouloir dire que ce parent est de culture arabe.
Le terme « beur » est le verlan (syllabes d'un mot prononcé à l'envers) du mot « arabe » ; il a été popularisé au début des années 1980 par l'émergence de cette génération, jusqu'à faire émerger vers la fin des années 1990 l'idée d'une « France black-blanc-beur ». Au féminin, il peut devenir « beure », « rebeue » ou « beurette », terme qui selon les usages peut être perçu comme péjoratif. Le terme de "beurette" est associé par de nombreuses associations de lutte contre le racisme d'injure à caractère raciale,,,, il peut être rapproché de l'injure de « Négresse » pour les femmes noires.
Devenu commun à l'écrit et reconnu par certains dictionnaires, le terme tend cependant à être supplanté par son contre-verlan rebeu, dans la langue orale.

## Apparition du terme dans les années 1980
Ce terme est apparu dans la langue vernaculaire des cités dans les années 1980. Il a ensuite été popularisé par Nacer Kettane cofondateur et animateur en 1981 de la radio associative Radio Beur, puis, en 1982, dans  un  article de  Mustapha  Harzoun et Edouard  Waintrop publié dans le quotidien Libération sous le titre Un petit Beur et des youyous.
Le 3 décembre 1983, le terme apparaît en une de Libération à propos de la Marche pour l'égalité et contre le racisme : Paris sur "Beur", La marche des jeunes franco-arabes "pour l'égalité" traverse Paris. La Marche pour l'égalité et contre le racisme, rebaptisée « Marche des Beurs » revendiquait une carte de séjour de dix ans et le droit de vote des étrangers. "Cette Marche qui a relié Marseille à Paris entre octobre et décembre 1983 est restée dans les mémoires notamment pour sa force symbolique : c'est la première fois que les descendants d'immigrés maghrébins interviennent sur la scène publique pour prendre la parole, un geste fort et porteur de beaucoup d'espoir quant à leur reconnaissance".
En 1984, Jean Djemad et la chorégraphe Christine Coudun fondent une des premières compagnies de danse hip-hop qu'ils nomment Black Blanc Beur. L'expression « black-blanc-beur » est reprise en 1998 à l'occasion de la victoire de l’équipe de France de football lors de la Coupe du monde de football de 1998 et est dès lors utilisée comme équivalent de « multiracial », en parlant de la France.

## Terminologie
Le terme beur a été créé en verlan, à l'origine argot populaire des ouvriers, artisans et petits délinquants de Paris et de sa proche banlieue qui procède à l’inversion des syllabes d'un mot de base, en inversant l’ordre des syllabes du mot « arabe » : a-ra-beu, donnant beu-ra-a, puis, par contraction, « beur ». Ce qui donnera plus tard le contre-verlan « rebeu ». 
Le terme beur a permis d'éviter l'usage des termes arabes et maghrébins parfois perçus, considérés ou utilisés dans des discours dépréciatifs, bien que les nord-africains ne soit pas tous arabes, une partie appartenant a des groupes amazighs divisés en plusieurs ethnies (kabyles, chleuh, rifains, touaregs, etc.). On continue aussi à associer les français ayant des origines (plus ou moins récentes) Maghrébines à la religion musulmane qui est la religion de la majorité des Maghrébins à 99%[réf. nécessaire].
Les termes « beur » et « beurette » entrent dans le dictionnaire Petit Robert en 1996.
L'utilisation de ce terme est entrée dans le  langage courant pour désigner de façon « policée » une personne d'origine maghrébine. Toutefois, le terme beur peut lui-même être perçu comme ayant une connotation péjorative ou raciste du fait de sa proximité phonétique avec le lexème beurre.
Le terme porte une distinction entre Français selon le lieu de naissance de leurs parents. Enfants d’immigrés, les Beurs sont parfois désignés par l'expression « immigrés de deuxième génération », en opposition aux « primo-arrivants ». Dans le langage administratif, on utilise le plus souvent l'expression plus neutre « Français issu de l'immigration ».
Ce terme, progressivement rejeté par les jeunes issus de l'immigration maghrébine,, tend à tomber en désuétude en langage populaire, au profit de  son descendant, le mot « rebeu » (verlan du verlan).

## Contexte
L'immigration maghrébine a commencé en France avant que le mot beur soit utilisé.
La guerre d’Algérie a provoqué une vague migratoire importante et subite, qui a fait des Algériens une des principales communautés immigrées de France. Une génération plus tard, les « Beurs » à proprement parler n'ont pas grandi dans une revendication relative à cette guerre qu'ils n'ont pas connue, mais ont été la première génération postcoloniale à être née en France, à y grandir et à s'y intégrer.

## Culture beur et discriminations
D'après Bouchera Azzouz, les beurs ont été les premiers à affronter la question d'une double culture, constituée d'une part des traditions familiales et d'autre part de la société d’accueil.
Selon certains auteurs, les Beurs auraient créé un ensemble de comportements, de modes de vie, des modes vestimentaires, une littérature, un cinéma avec ses films culte, de la musique, un humour, etc., qui constitueraient la culture beur espace supposé d'expression d'un mal-être de se sentir « partagé entre deux cultures », ainsi que de difficultés rencontrées dans leurs relations avec leur famille, souvent encore très marquée par leur pays d’origine, et la société française.
En littérature, selon Laura Reek, « La lutte pour la reconnaissance n’est pas finie, et des écrivains tels que Karim Amellal, Azouz Begag, Rachid Djaïdani, Faïza Guène ou Ahmed Kalouaz y sont encore engagés, chacun à sa façon. Car la diversité habite la diversité. De Lakhdar Belaïd à Mouloud Akkouche, d’Ahmed Kalouaz à Azouz Begag, de Farid Boudjellal à Ramdane Issad, de Tassadit Imache au duo frère-sœur Mabrouk Rachedi-Habiba Mahany…, on peut tout voir et tout lire. La littérature de la post-migration algérienne est aujourd’hui protéiforme : polar en banlieue, littérature de jeunesse, bande dessinée, roman philosophique, roman social, roman à deux, témoignage, autofiction, nouvelle… De par leur nombre et la variété de leurs écrits, les écrivains d’origine algérienne volent, aujourd’hui, de leurs propres ailes. ».
L'identité beur est portée par certains artistes au cinéma, comme avec le film Beur sur la ville de Djamel Bensalah en 2011, qui mettait en scène des comédiens comme Booder et Ramzy Bedia, ou la même année Halal police d'État de Rachid Dhibou, avec les mêmes têtes d'affiche. Avant cela, le premier gros succès cinématographique mettant en vedette un beur fut probablement taxi de Luc Besson, en 1998, avec Samy Nacéri[réf. nécessaire].

## Ressemblances et dissemblances
Un livre sur les Français d'origine maghrébine, africaine et turque ou « nouveaux Français » publié en 2005-2006 compare les ressemblances et dissemblances entre ces « nouveaux Français » et les autres français. Les auteurs, Sylvain Brouard et Vincent Tiberj, concluent que ces nouveaux français sont des Français comme les autres, avec des dissimilitudes plus de l'ordre des nuances que des contrastes, notamment sur des sujets tels qu'antisémitisme, exogamie, réussite individuelle, accès à l'emploi, participation électorale.
Alors que tout le monde s'accorde sur la difficulté d'intégration des immigrés, pour les nouveaux français cette difficulté résulterait du reste de la société, alors que pour le reste de la société, cette difficulté serait attribuée aux "immigrés".
Une étude du commissariat du Plan pointe dès 1984 le problème lié à la scolariasatoion des beurs:  « ces enfants prennent (...) une distance par rapport à la culture et au tissu social de leurs parents », de sorte que « si l'école contribue à une apparente socialisation des jeunes et si elle homogénéise jusqu'à un certain point leurs aspirations par rapport à celles des jeunes autochtones de statut social comparable », elle concourt aussi à perturber leur personnalité."

### Accès à l'emploi
En 2004 il a été considéré que le jeune homme d’origine maghrébine pouvait avoir une plus grande difficulté à accéder à un CDI, sans que cela ait un effet sur le salaire touché.
Pour les femmes, l'accès à l'emploi et le salaire ne semblent pas différenciés par rapport aux femmes de référence.

## Image des Femmes

Femmes d'Alger dans leur appartement, d'Eugène Delacroix (1833), joue sur les fantasmes de l'époque coloniale en représentant des Algériennes lascives avec une chicha.

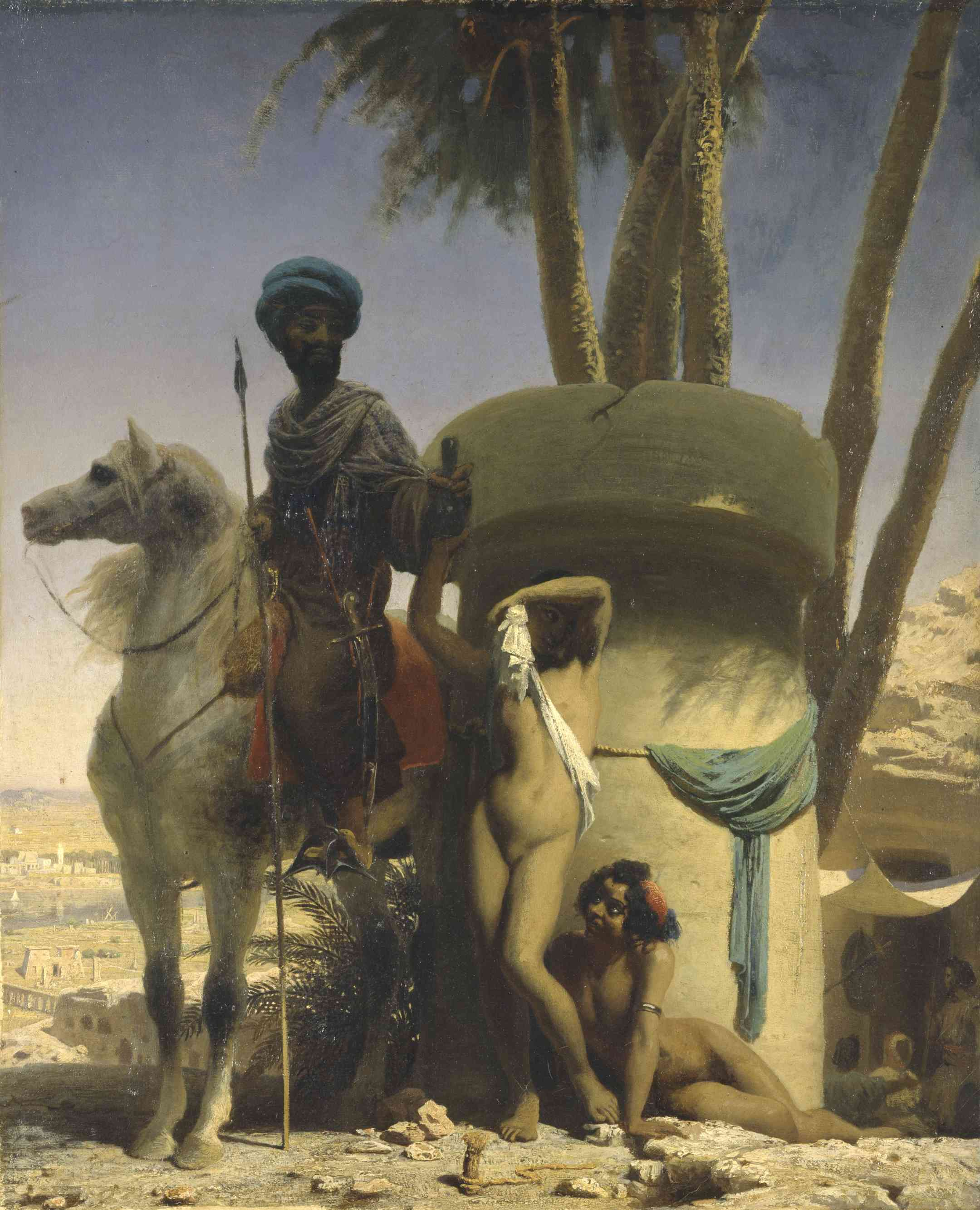
Charles Gleyre, La Pudeur égyptienne, 1838.
Le peintre, selon un poncif orientaliste, représente ici une Égyptienne préférant montrer sa nudité plutôt que son visage.

Entre deux sociétés, les beurettes, ou jeunes filles aux parents maghrébins, se trouvent dans une situation complexe, caractéristique de l'intersectionnalité.

### Intersectionnalité
D'après Bouchera Azzouz, les femmes beurs, ou beurettes, ont été les premières à affronter la question d'une double identité, constituée d'une part des traditions familiales et d'autre part de la société d’accueil.

### Stéréotype de la beurette
Un féminin de « beur » est « beurette », cependant ce terme ne se limite pas à une féminisation, mais renvoie également dans certains contextes à tout un imaginaire particulier.

### Colonialisme
Selon le chercheur Nicolas Bancel, l'imagerie ethnographie des femmes indigènes photographiées (couvent contre leur gré) nues, et souvent de manière grivoise, a imprégné durablement l'imaginaire colonial.
Selon le géographe et chercheur spécialiste des géographies culturelles et économiques Jean-François Staszak, le quartier Bousbir à Casablanca au Maroc incarne un territoire dans lequel l'image de la femme nord-africaine correspond à l'imaginaire factice (néo)colonial : « Au début des années 1920, les autorités coloniales décidèrent de mettre en place à Casablanca une solution inédite au « problème de la prostitution » en faisant construire en périphérie de l’agglomération un vaste quartier enclos dédié au commerce du sexe. Bousbir, puisque tel est son nom, fut le quartier réservé de Casablanca entre 1924 et 1955. Il devint rapidement « un rendez-vous mondial [dont le] décor si varié, si substantiel, satisfait celui qui recherche la couleur locale » »
L'historienne Christelle Taraud rappelle que l'idée obsessionelle de créer une imagerie coloniale dévalorisante des individus vivant dans les territoires occupés s'illustre également dans le fait qu'« une semaine après la conquête d’Alger, la France réglemente la prostitution pour mettre en place un marché du sexe », contribuant aussi à fixer durablement dans les esprits un « imaginaire érotico-violent » qui perdure dans les productions pornographiques contemporaines.
Dans Des Beurettes aux descendantes d’immigrants nord-africains, Nacira Guénif-Souilamas relève que la forme féminine de « beur », le terme « beurette », est « employé pour nommer les filles de migrants, et plus largement des jeunes femmes assignées à une culture et un environnement familial stigmatisés comme rétrogrades et machistes et dont il faudrait les sauver. »
Porteuse dans certains contextes d’une charge érotique, le terme devient par la suite une figure récurrente du film pornographique français au début des années 2000, comme le relève Fatima Aït Bounoua : « Tapez “Beurette” [dans Google] et là, vous aurez uniquement une liste de sites pornographiques… Et alors ? me direz-vous. Alors ? Le problème n’est pas l’existence de ces sites porno (bien sûr que non) mais le fait qu’il n’y ait que ces sites. Autrement dit, la Beurette est devenue, de fait, une catégorie sexuelle. Elle est classée parmi les autres catégories : «gros seins», «fétichiste», «partouze», etc. Étrange, non ? ». La France est le seul d'Europe occidentale à placer en tête des occurrences pornographiques une catégorie raciale : « beurette ». D'après Salima Tenfiche et Sarah Diffalah, cela est lié à l’héritage colonial et notamment à l'image de la femme maghrébine dans le cinéma colonial,. D'après la doctorante en sciences politiques Karima Ramdani, il s'agit d'un fantasme orientaliste datant de l’époque coloniale : .
Dans leur essai paru en 2013 Voiler les beurettes pour les dévoiler : les doubles jeux d’un fantasme pornographique blanc, les sociologues Éric Fassin et Mathieu Trachman approfondissent cette analyse en décryptant les trois éléments fantasmatiques de la figure clichée de la beurette : transgression religieuse (abandon de la religion par le dévoilement), domination raciale et domination sociale.
Toutefois, s'il est vrai qu'un certain héritage colonial (dans le cas des colonies mais également des protectorats) a joué dans l'érotisation du stéréotype de la « beurette », cet héritage n'en est pas la cause unique. D'une manière plus générale, l'érotisation des femmes d'origine arabe n'est que la modernisation de deux stéréotypes érotiques antérieurs, en France, à la colonisation de l'Afrique du Nord : la belle juive et la belle gitane, fantasmes de la littérature romantique déjà mis en scène par Victor Hugo sous les traits du célèbre personnage d'Esméralda, mais aussi par Prosper Mérimée dans Carmen. Avant la « beurette », celles-ci étaient les symboles dominants d'un Orient sensuel, mystérieux et envoûtant dans l'imaginaire français. La disparition de ces stéréotypes anciens a largement découlé de l'héritage de la Shoah, qui a fait du fantasme de la belle juive un fantasme antisémite, et du développement sur le territoire français d'une diaspora d'origine nord-africaine bien plus importante que les diasporas juive et tsigane.

## Personnalités et groupes représentatifs de la culture beur
Plusieurs personnalités françaises sont présentées par les médias comme représentatives de la culture beur. On peut citer les auteurs Farida Belghoul et Azouz Begag, le chanteur Rachid Taha, les acteurs Jamel Debbouze et Salim Kechiouche, les réalisateurs Mehdi Charef, et Yamina Benguigui, les footballeurs Zinédine Zidane et Karim Benzema et le président du R.C.T. Mourad Boudjellal.
Certaines personnalités reprennent à leur compte le terme « beur », comme Smaïn, dont le premier one-man-show en 1986 est intitulé A Star is beur, le groupe Zebda (beurre, en langue arabe), créé après avoir joué dans le film Salah, Malik : Beurs, ou Rim'K, auteur et interprète de la chanson « Dans la tête d'un jeune Beur », ou encore le rappeur et animateur de radio Lionel D et son morceau Pour toi le Beur sorti en 1990.
D'autres critiquent l'emploi du terme, comme le réalisateur Rachid Bouchareb et le rappeur Ali qui le récusent, ou l'acteur Sami Bouajila qui le nuance. Enfin, certains français de l'immigration maghrébine proviennent de l'élite voire de l'aristocratie de ces pays (comme Ali Baddou), et n'ont que peu de rapports avec la culture « beur » de banlieue. 

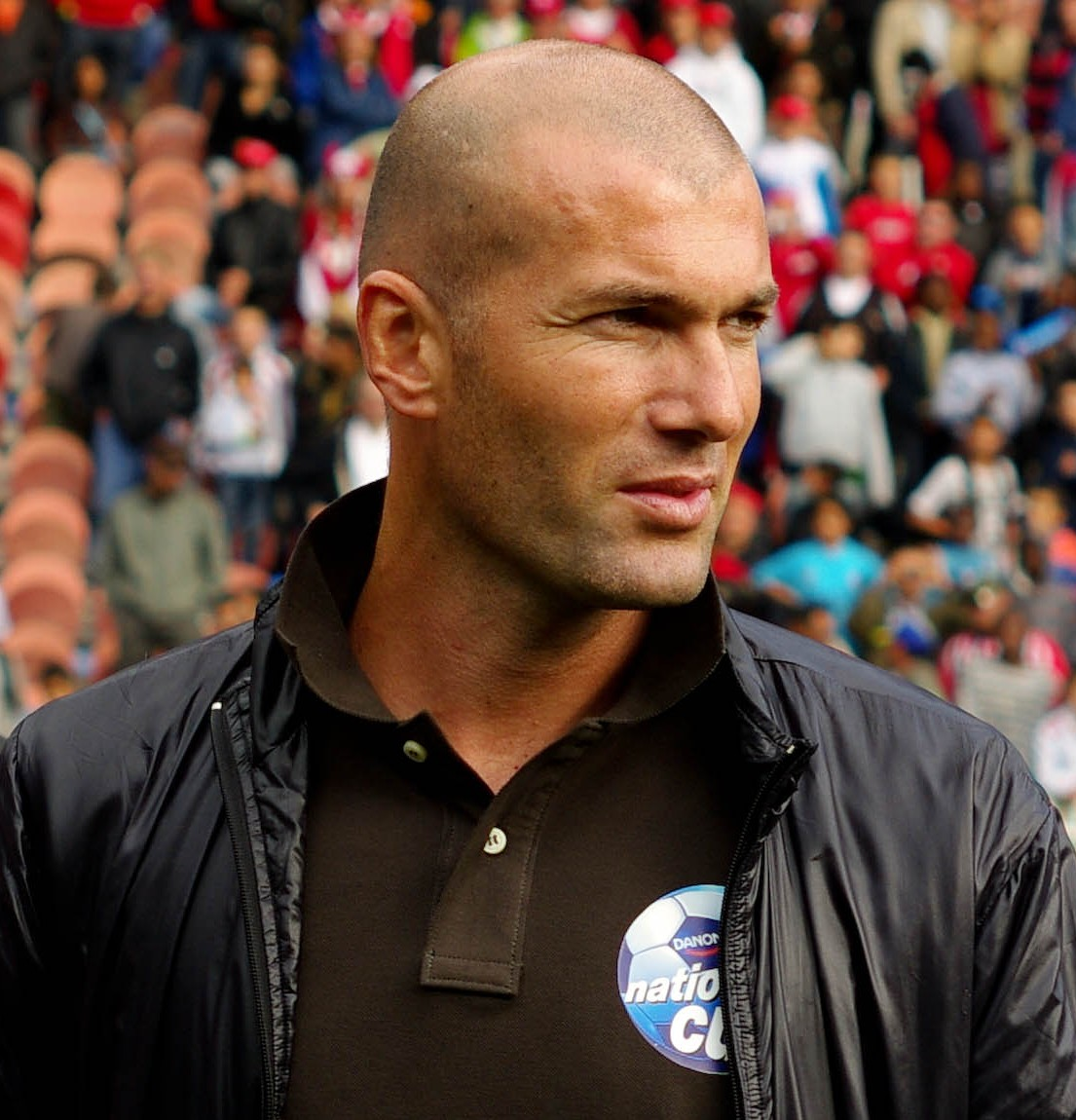
Un sportif "beur" (Kabyle) : Zinédine Zidane.
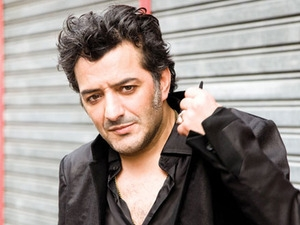
Un chanteur beur : Rachid Taha.
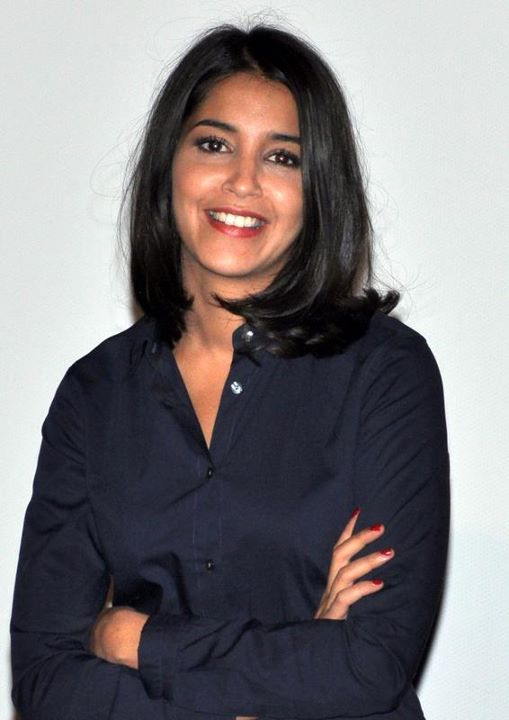
Une comédienne beur : Leïla Bekhti.
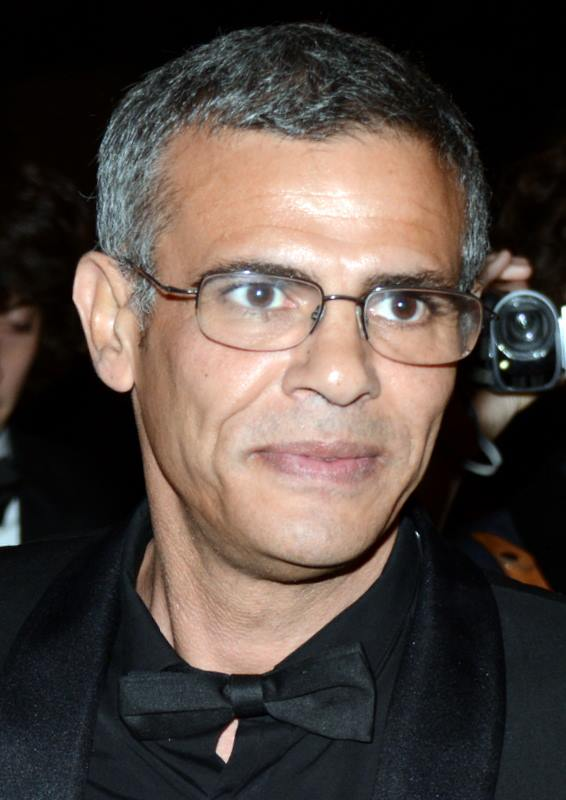
Un réalisateur beur : Abdellatif Kechiche.
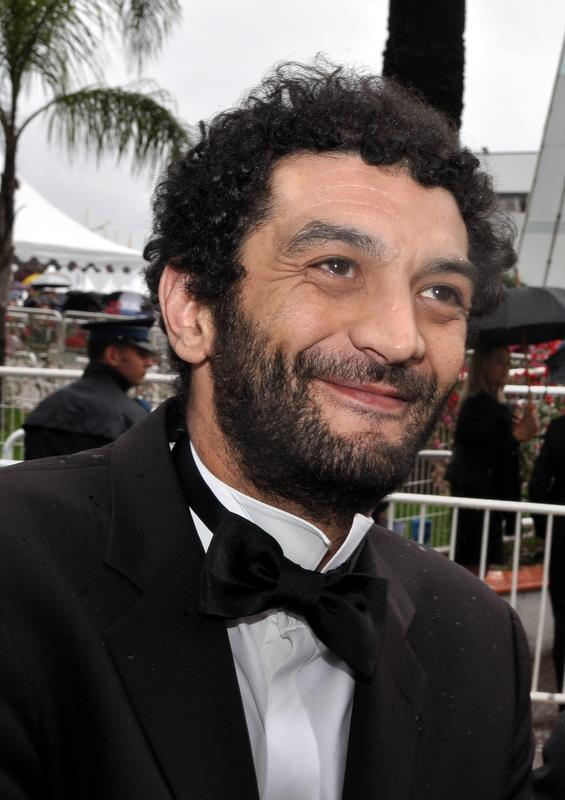
Un humoriste beur : Ramzy Bedia.
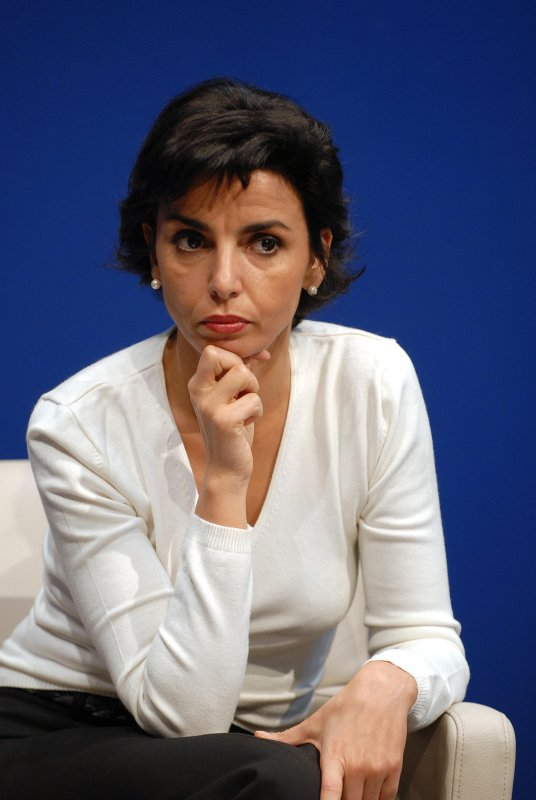
Une politicienne beur : Rachida Dati.
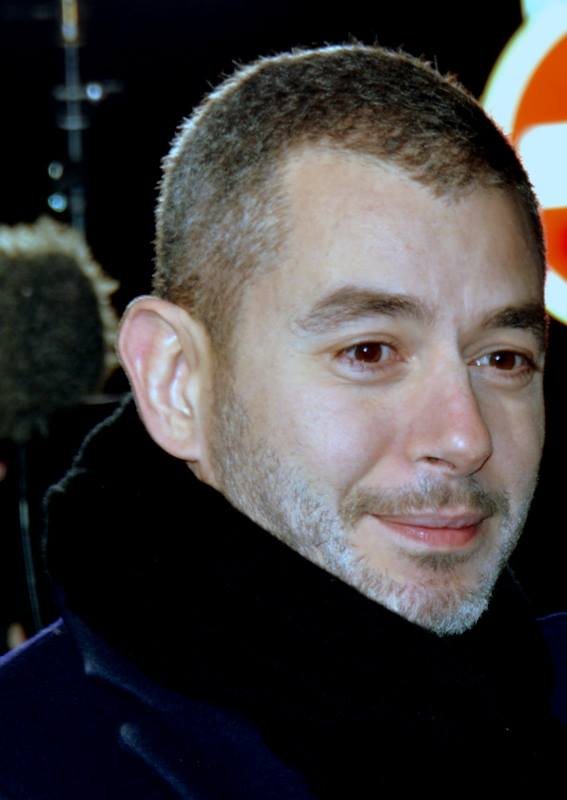
Un animateur beur : Ali Baddou.

## Bande dessinée
- Les Beurs par Farid Boudjellal (dessin : Larbi Mechkour), éd. Albin Michel, 1985  (ISBN 2-226-02291-0), réédité aux éd. Tartamudo sous le titre Black Blanc Beur - Les folles années de l'intégration.

## Expressions
- « Beur ou ordinaire » : cette expression est détournée de la publicité pour le beurre (« beurre ou ordinaire »), diffusée à la fin des années 1980. La première fois que cette expression apparaît, c’est en 1991, dans « Armées d’Aujourd’hui » (mensuel du Ministère de la Défense), comme titre d’un article ; ce titre est créé par Jean-Pierre Steinhofer pour l’article dans lequel il dénonce le caractère discriminatoire de la politique nouvellement mise en place dans l’armée pour privilégier les appelés beurs pour la promotion dans les grades supérieurs d’appelés du contingent (caporal, caporal-chef et sergent) et pour l’attribution des permis de conduire. Cette expression est ensuite reprise dans le titre d’une pièce de théâtre créée en 2000 pour dénoncer le racisme.
- « Black Blanc Beur » : expression vulgarisée dans les années 1990, pour désigner la France multi-ethnique (par comparaison au drapeau bleu, blanc, rouge) ; cette expression provient peut-être du titre Black and white blues, chanson de Serge Gainsbourg interprétée par Joëlle Ursull à l'Eurovision en 1990 (elle obtint la deuxième place); ou de la compagnie de danse hip hop du même nom créée par Jean Djemad et Christine Coudun en 1984 [52].
- Collabeur : néologisme popularisé par Lydia Guirous. Selon elle, les intégristes ne supportent pas les personnes comme elle, qui sont critiques vis-à-vis d'eux et qui sont d'origine musulmane. Ils sont considérés comme des traîtres et sont donc comparables aux « collaborateurs français sous l'Occupation. Comme ils restent aux yeux de certains français des « beurs », ils sont surnommés les « collabeurs » ou « colla-beurs ». Ce néologisme a été inventé par Marc Édouard Nabe le 13 août 2004[53]. Il se diffuse ensuite sur les réseaux sociaux[54]. Lorsqu'il s’agit d’une femme, c'est « la pire des insultes. C’est bien pire que d’être une pute… C’est être une traîtresse qu’il faut punir et humilier en place publique comme cela a été tristement le cas à la fin de la Seconde Guerre mondiale. Pour ces gens, toute personne d’origine maghrébine qui refuse le communautarisme et qui évolue avec un mode de vie français est un « collaborateur » ».
- Dans son livre Histoire secrète de SOS Racisme, Serge Malik se définit comme un « faux beur », un « margarine ».
- Le (la) « Beur de service » : expression utilisée pour désigner une figure emblématique utilisée dans certains média, celle d'un enfant d'immigré ayant réussi ses études et son « intégration », malgré les problèmes économiques de sa famille ; il s'agit d'une critique des médias, mais l'expression est également parfois utilisée pour désigner un enfant d'immigrés ayant été nommé à un poste important en sous-entendant que sa nomination est plus due à son origine ethnique qu'à ses compétences.

« On ne me reconnaissait aucune compétence particulière, sinon celle d'être né Mourad. Mon identité me servait de brevet d'énarque. »
Mourad Ghazli, Ne leur dites pas que je suis français, ils me croient arabe, éd. Presses de la Renaissance, 2006
- Un autre dérivé du terme a fait son apparition, par exemple les  « beurgeois » (mot-valise, pour « beurs embourgeoisés »)
- Un couple mixte franco-arabe est appelé jambon-beur[55],[56],[57]
- Une femme en couple avec un homme subsaharien peut être sujette à une appellation péjorative beurette à khel. Ce terme a une connotation raciste[58].

## Films
- Le Thé au harem d'Archimède de Mehdi Charef (1985)
- Bâton Rouge de Rachid Bouchareb (1985)
- Cheb de Rachid Bouchareb (1991)
- Poussières de vie de Rachid Bouchareb (1994)
- Salut cousin !, Merzak Allouache (1996)
- Kamel, de Mourad Boucif (1997)
- Le Gone du Chaâba de Christophe Ruggia, (1998)
- Mémoires d'immigrés, l'héritage maghrébin, documentaire de Yamina Benguigui (1998)
- Au-delà de Gibraltar, de Mourad Boucif (2001)
- Beur blanc rouge de Mahmoud Zemmouri (2006)
- Tout ce qui brille de Géraldine Nakache et Hervé Mimran (2010)
- Beur sur la ville de Djamel Bensalah (2011)
- Halal police d'État de Rachid Dhibou (2011)
- La Marche, de Nabil Ben Yadir (2013)
- Le Brio, d'Yvan Attal (2017)
- Mektoub, my love d'Abdellatif Kechiche (2017)
- On nous appelait beurettes, de Bouchera Azzouz (2018)

## Presse et médias
- Beur TV
- Beur FM

## Mots équivalents dans d'autres cultures
- (en) Dekasegi
- (fr) Gaijin
- (en) Zainichi
- (nl) Mocro
- L'armée française utilise parfois l'acronyme JFOM : « jeune Français d’origine maghrébine »[59].
- Chicanos, terme qui désigne les Mexicains installés ou nés aux États-Unis.